# Цветков, Анатолий Исаакович
Анатолий Исаакович Цветков (6 июля 1922 — 29 ноября 2020) — советский и российский военный деятель, писатель, полковник; доктор военных наук (1975), профессор; заслуженный деятель науки Российской Федерации, почётный сотрудник госбезопасности. Член Союза писателей России и Союза журналистов.

## Биография

### Военные годы
Родился 6 июля 1922 года в Смоленске. Отец — Исаакий Аверьянович Цветков, потомственный железнодорожник. Мать — Ольга Филипповна, учительница начальных классов. Окончил в 1940 году 10 классов школы с золотой медалью; увлекался футболом, лыжами, стрельбой; имел значки «Ворошиловский стрелок» и ГТО. Первые стихи и очерки начал писать в школе, публиковался в железнодорожной газете. Летом 1940 года Анатолий был призван в пограничные войска НКВД, оттуда направлен в Московское военно-инженерное училище. В училище изучал минно-взрывное дело, возведение полевых сооружений и наведение переправ; в свободное время сотрудничал в училищной многотиражке «Курсант». 15 мая 1941 года в звании лейтенанта досрочно выпущен из училища и направлен на должность командира взвода в 95-ю стрелковую дивизию (5-я армия, Киевский Особый военный округ).
22 июня 1941 года принял бой в первый день Великой Отечественной войны у села Микуличи (к западу от Луцка). Отражая воздушный десант гитлеровцев, переодетых в советскую форму, чуть не погиб: жизнь спас сослуживец, красноармеец Иван Сытин, уничтоживший вражеского автоматчика. В ходе операции было убито шесть немецких солдат, остальных взяли в плен. Участвовал в дальнейшем в боях у Белой Церкви, под Кременчугом, Харьковом, Калачом и в Сталинграде; награждён медалью «За отвагу». Во время установки минных заграждений в Сталинграде Цветков был контужен после разрыва авиабомбы и засыпан землёй: сослуживцы, увидев после бомбёжек ремешок от планшета, вовремя откопали Анатолия. Летом 1943 года Цветков участвовал в сражении на Курской дуге в районе Фатежа и Понырей; был контужен и на время потерял речь. В начале июля 1943 года в районе города Свобода (Курская область) участвовал в захвате и разоружении диверсионной группы, которая стремилась ликвидировать командующего Центральным фронтом генерала армии К. К. Рокоссовского. Позже участвовал в форсировании Днепра севернее Киева (60-я армия генерал-лейтенанта И. Д. Черняховского), отмечен орденом Красной Звезды. В дальнейшем участвовал в сражениях в Польше, в том числе в боях за Люблин и освобождении узников концлагеря Майданек. Награждён орденом Отечественной войны II степени за участие в форсировании Вислы в районе Скурча и боях за плацдарм.
В ходе боёв в Польше Цветков был ранен, после излечения в госпитале вернулся в строй и продолжил участие в Висло-Одерской операции 1-го Белорусского фронта и форсировании Одера в районе Геритца. В тех боях стал свидетелем применения немцами ракеты Фау-2 по советским переправам и войскам на плацдарме. Участвовал в боях против немецких ДРГ в том районе, в ходе боёв против одной из них вступил в рукопашную и отделался ссадинами на лице. С группой солдат спас экипаж самолёта 745-го бомбардировочного авиационного полка (16-я воздушная армия), сбитого из зенитного орудия. С 16 апреля участвовал в составе 8-й гвардейской армии в боях за Берлин; 2 мая 1945 года оставил роспись на стене Рейхстага. Всего на фронте Цветков прошёл путь от командира взвода до начальника штаба отдельного ШИСБ.

### Послевоенные годы
Дальнейшую службу Цветков проходил до осени 1946 года в составе ГСВГ в органах военной контрразведки СМЕРШ. В ноябре 1945 года в районе Коттбуса им была нейтрализована разведгруппа польского правительства в изгнании, а у группы изъяли радиостанцию, кодовые книги, оружие и огромное количество золотых слитков. Осенью 1946 года капитан Цветков поступил в Военный институт МВД СССР имени Ф. Э. Дзержинского, окончив его с золотой медалью в 1950 году; дальнейшую воинскую службу проходил в пограничных войсках. Работал в научно-исследовательском отделе Военного института.
С 1954 года Анатолий Исаакович преподавал в военных учебных заведениях КГБ СССР, а затем и ФСБ. В 1961 году окончил адъюнктуру Военной академии имени М. В. Фрунзе и защитил кандидатскую диссертацию, после чего перешёл на работу в Высшую школу КГБ СССР. Доктор военных наук (1975), прошёл путь от преподавателя до начальника факультета. Занимался исследованиями в области теории и практики борьбы против терроризма, деятельности правоохранительных органов в чрезвычайной обстановке и во время войны; осуществлял подготовку и переподготовку кадров для правоохранительных органов, пограничных и внутренних войск; внёс вклад в развитие теории национальной безопасности страны. Занимал следующие должности:
- заместитель начальника кафедры оперативно-тактической подготовки факультета факультета №1 (с августа 1966 года)
- заместитель начальника учебного отдела
- начальник факультета №7 (1974—1982)

В сентябре 1991 года уволен в запас в звании полковника. После распада СССР преподавал в Академии ФСБ России, будучи членом трех диссертационных советов вузов и работая в ветеранских организациях. В 2015 году провёл уроки Мужества и Боевой Славы в ряде московских школ. Скоропостижно скончался 28 ноября 2020 года на 99-м году жизни.
Супруга — Екатерина Сергеевна Андрющенко, врач. Дочери — Ольга и Елена.

## Научные и публицистические работы
Авторству А. И. Цветкова принадлежат более 400 научных и учебно-методических, а также публицистических и художественных работ. Среди научных выделяются:
- «Белая книга российских спецслужб»
- «Федеральная программа борьбы с технологическим терроризмом»
- «Психологическая подготовка сотрудников правоохранительных органов»

Цветков подготовил также 43 кандидата наук и 6 докторов наук. Как член Союза журналистов и Союза писателей России, Цветков является автором следующих книг:
- «За Победу» (поэтический сборник)
- «Поэзия сражается» (поэтический сборник)
- «Эхо войны» (поэтический сборник)
- «Бог диверсий»
- «Забытый полководец»
- «На переднем крае защиты Отечества»
- «Вся жизнь – атака» (в соавторстве с В. Суродиным, посвящена 65-летию Победы)
- «Хронотоп Генерала Масленникова» (в соавторстве с В.И. Боярским)
- «Русский диверсант Илья Старинов» (в соавторстве с А. Ю. Поповым)
- «Профессор русского спецназа Илья Старинов» (в соавторстве с А. Ю. Поповым)
- «Память о войне»
- «Два брата: Окопная повесть»

## Награды

### Ордена и медали
- Орден «За заслуги перед Отечеством» IV степени[4][2]
- Орден Отечественной войны I степени[1][4][2]
- Орден Отечественной войны II степени[1][4][2]
- Орден Красной Звезды[1][4][2]
- Орден Почёта[1][4][2]
- Орден Дружбы[4]
- Медаль «За отвагу»[1][4]
- Медаль «За боевые заслуги»[1][4]
- Медаль «За победу над Германией в Великой Отечественной войне 1941-1945 гг.»
- Медаль «За оборону Сталинграда»[1]
- Медаль «За освобождение Варшавы»[1]
- Медаль «За взятие Берлина»[1]
- иные медали и ордена[1][4][2]

### Почётные звания
- Почетный член ассоциации ветеранов группы «Вымпел»
- Академик Академии военных наук РФ (1996)[2]
- Заслуженный деятель науки РФ (1999)[2]
- Почётный профессор Академии ФПС России (1999)[2]